# دائرة مقارين
المقارين هي إحدى دوائر ولاية تقرت وتضم إداريا كلا من بلديتي المقارين وسيدى سليمان. تتميز بطابع صحراوي. تغطي بساتين النخيل جزءا كبيرا من مساحتها. وتعتبر من أكبر التجمعات السكانية في منطقة وادي ريغ.
وتبعد المقارين عن منطقة تقرت بمسافة تقدر بـ: 10 كلم وعن مقر الولاية بـ: 11 كلم، وعن مقر العاصمة بـ: 608 كلم، وهي مقر دائرة تابعة لولاية تقرت، كما أنها تقع في منطقة إستراتيجية بحيث يمر بجانبها الطريق الوطني رقم 3 الرابط بين ولايتي بسكرة و تقرت ، ويمر قربها خط السكة الحديدية الذي أنشئنه السلطة الاستعمارية في 2 ماي 1914م بحضور الحاكم العام لوطوا ووزيرا الحربية والمالية.
الأحياء
- القديمة
- الجديدة
- عميش
- الزبدة
- الظهرة

المراكز التعليمية
- ابتدائية الطيب بن موسى
- ابتدائية أبي ذر الغفاري زائد أبو عبيده بن الجراح زئد الاحياء الخمسة

المساجد
- مسجد عمر بن الخطاب
- المسجد العتيق

## الموقع الإداري والجغرافي
تقع منطقة المقارين في إقليم وادي ريغ والذي هو عبارة عن منخفض مستطيل الشكل يتراوح طوله حوالي 160كلم، وعرضه ما بين30و40 كلم، ويبدأ شمالا من عين الصفراء قرب بلدة أم الطيور، وينتهي جنوبا بقرية (القوق) قرب بلدة عمر جنوب تقرت.
المعالم السياحية
تمللك بلدية المقارين بحيرتين بحيرة لالة فاطمة و بحيرة زرزايم وكذا ضريح سيدي الساكر وسيدي علي بن كانون
اما بالنسبة للموقع الفلكي فهي تقع بين خطى عرض 32°